# Rembangan
Rembangan är en ort i Indonesien.   Den ligger i provinsen Jawa Tengah, i den västra delen av landet, 500 km öster om huvudstaden Jakarta. Rembangan ligger 11 meter över havet och antalet invånare är 44 030.
Terrängen runt Rembangan är platt. Havet är nära Rembangan norrut.Runt Rembangan är det tätbefolkat, med 476 invånare per kvadratkilometer. Rembangan är det största samhället i trakten. Omgivningarna runt Rembangan är en mosaik av jordbruksmark och naturlig växtlighet.